# Terrat (Arusha)
Terrat ist ein Verwaltungsbezirk (Ward) des Distrikts Arusha in der tansanischen Region Arusha.

## Geografie
Terrat liegt im Norden von Tansania. Es ist ein Bezirk im Süden von Arusha, südlich der Arusha Bypass Road. Die Grenze im Nordosten bildet der Fluss Themi. Bei der Volkszählung 2022 lebten hier 20.524 Menschen in 5211 Haushalten.

## Gliederung
Der Bezirk besteht aus acht Stadtteilen (Mtaa):
- laitayok
- Imitong'wa
- Maskiria
- Bondeni Kati
- Olepolosi
- Erangau
- Olkungu
- Engavunet

## Wirtschaft und Infrastruktur
- Bildung: Die Terrat Secondary School bildet Jugendliche bis zur 4. Stufe aus.[6]
- Gesundheit: In Terrat befindet sich eine staatliche Apotheke.[7]